# Антирост
Антиро́ст, или деро́ст (фр. décroissance; англ. degrowth) — социально-экономическая концепция, утверждающая необходимость сокращения размеров экономики для обеспечения общественного благосостояния в долгосрочной перспективе. В отличие от спада в ориентированной на рост экономике, антирост подразумевает целенаправленную экономическую и социальную трансформацию с целью максимизации уровня счастья и благополучия за счёт того, что время, освобождающееся при сокращении личного потребления и эффективной организации общественного труда, посвящается искусствам, музыке, семье, культуре и сообществу. Понятие антироста было сформулировано в 1970-х годах после публикации доклада Римского клуба «Пределы роста» и выхода в свет работы Николаса Джорджеску-Регена «Закон энтропии и экономический процесс».

## История
Понятие антироста (фр. décroissance) было впервые сформулировано французским философом Андре Горцем в 1972 году; другими же французскими авторами оно стало использоваться после публикации доклада Римского клуба «Пределы роста» в том же 1972 году. Сам Горц был вдохновлён работой Николаса Джорджеску-Регена, опубликовавшего в 1971 году свой главный труд «Закон энтропии и экономический процесс».

## Физические основы

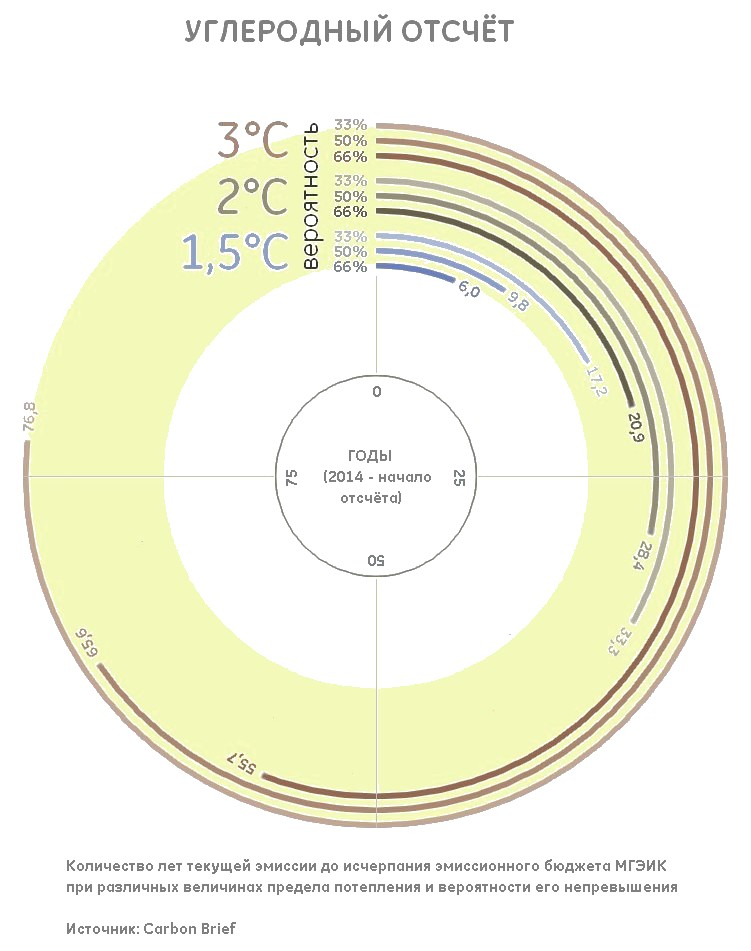
Сроки исчерпания эмиссионного бюджета СО_{2} при сохранении нынешнего уровня эмиссии.

Ключевым моментом для сторонников идеи антироста является признание существования экологических пределов, ограничивающих масштабы хозяйственной деятельности. В связи с этим используются понятия «экологической ёмкости» или «экологического следа».
Например, согласно оценке организации Global Footprint Network, нынешний размер мировой экономики превышает несущую способность биосферы примерно в 1,5 раза (2009), что подразумевает необходимость сокращения масштабов производства и потребления на глобальном уровне.

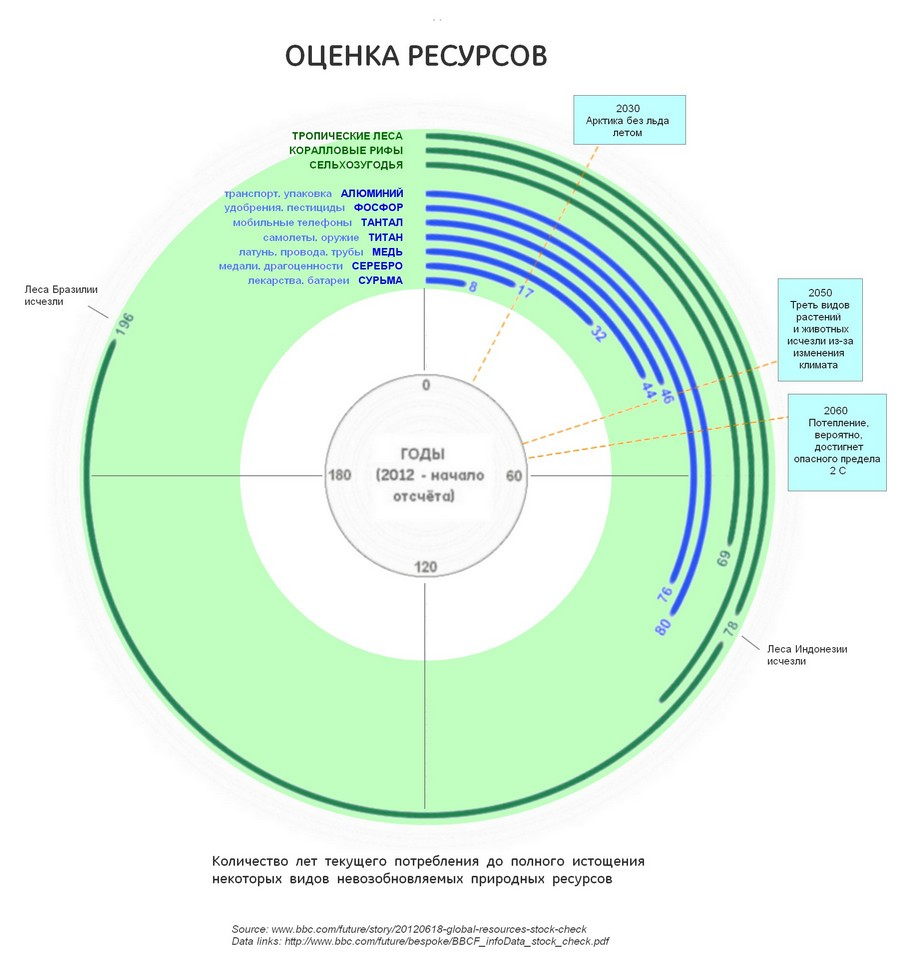
Оценка остающихся мировых запасов сырья и сроков существования важных экосистем при продолжении существующих тенденций в их использовании. Источник: BBC.

Продолжение неконтролируемого экономического роста вступает в противоречие с решением глобальных проблем, таких как риск катастрофического глобального потепления величиной более 2°С, увеличение разрыва между богатыми и бедными странами, истощение природных ресурсов, деградация экосистем и исчезновение видов.
В связи с этим общества «устойчивого антироста» будут использовать меньше невозобновляемых природных ресурсов и перейдут на возобновляемые источники энергии.

## Социальные основы
Антирост подвергает критике фиксацию современного мира — в первую очередь, так называемого «глобального севера» — на потреблении. Потребительство, как правило, становится возможным за счёт неравенства, ведёт к экологической деградации, а также не обеспечивает осмысленную и счастливую жизнь. Время, освобождающееся при сокращении личного потребления и эффективной организации труда, можно посвятить спорту, искусствам, музыке, культуре и обществу.

## Стратегии антироста
К наиболее общепринятым из обсуждаемых среди сторонников антироста можно отнести следующие меры:
1. Продвижение локальных денежных систем и изменение принципа процентного кредитования.
2. Переход к некоммерческим организациям и малым предприятиям.
3. Изменение индивидуальных приоритетов и предпочтений и утверждение менее потребительского стиля жизни, в первую очередь в таких сферах как питание, жильё и транспорт. Отказ от чрезмерного потребления продуктов с высоким положением в пищевой цепи (мясо), предпочтение общественному транспорту, меньший размер жилища.
4. Ограничение роста производства за счёт введения экологических нормативов, в частности системой квот и аукционной торговли (Cap and Trade) для дефицитных ресурсов, а также средствами налоговой политики.
5. Устранение коммерческой рекламы из общественных пространств[10].
6. Ограничение рабочего времени, более гибкое его использование. Важным моментом признаётся новое применение роста производительности труда, а именно, использование его для получения большего свободного времени, а не для роста товарно-денежного потока, как это происходит сейчас.
7. Поощрение «неформальной» локальной экономики на принципах самоснабжения и взаимопомощи.

Многие сторонники идеи антироста признают, что отказ от экономического роста приведёт к опасности социального конфликта между богатыми и бедными, в связи с чем необходимо ограничить диапазон доходов и сделать распределение общественных благ более равномерным. Некоторые в связи с этим выступают за введение фиксированного базового дохода для всех граждан за счет государства.
Ряд сторонников идеи антироста выступают с антикапиталистических позиций и призывают к существенному ограничению или полному отказу от институтов рыночной экономики.

## Общественно-политическая активность в поддержку антироста
Движение антироста включает группы, поддерживающие идеи экологической экономики, антипотребительства и антикапитализма. Во Франции создан Институт экономических и социальных исследований антироста. Летом 2012 года был проведён 3000-километровый велопробег «Экотопия» с девизом «К антиросту!», в ходе которого в городах между Барселоной и Венецией состоялось 43 публичных акции в поддержку идеи антироста. Движение провело международные конференции в Париже (2008), Барселоне (2010), Монреале (2011), Венеции (2012) и Лейпциге (2014). В Европе действует академическая ассоциация «Исследования антироста» (Research & Degrowth), её целью является «объединить учёных, представителей гражданского общества, активистов и практиков», в неё входят представители около 40 стран. Большая часть её мероприятий организуется в Испании (Барселона) и Франции.
В Италии существует организация «Движение за успешный антирост». Концепцию антироста также поддерживает партия «Пять звёзд», получившая на последних выборах около 25 % голосов избирателей.
Идеи антироста находят своё отражение и в позициях религиозных лидеров. Папа Римский Франциск в энциклике «Laudato si'» заявил, что богатым странам пора подумать о сдерживании экономического роста и даже о «шагах в обратном направлении, пока не поздно». При этом он осуждает преувеличенное внимание к росту населения, указывая на большую важность «экстремального» уровня потребления привилегированного меньшинства.